# Bistum Massa Carrara-Pontremoli
Das Bistum Massa Carrara-Pontremoli (lat.: Dioecesis Massensis-Apuana, ital.: Diocesi di Massa Carrara-Pontremoli) ist eine in Italien gelegene Diözese der römisch-katholischen Kirche mit Sitz in Massa. 
Das Bistum Massa Carrara wurde am 18. Februar 1822 durch Papst Pius VII. mit der Apostolischen Konstitution Singularis Romanorum Pontificum aus Gebieten des Bistums Luni, Sarzana und Brugnato gegründet und dem Metropolitanerzbischof von Pisa als Suffraganbistum unterstellt.
Im Jahr 1939 wurde das Bistum in Apuania und am 30. September 1986 in Bistum Massa umbenannt. Am 23. Februar 1988 vereinigte Papst Johannes Paul II. das Bistum Massa-Carrara mit dem Bistum Pontremoli und gab ihm die heutige Bezeichnung.

## Weblinks

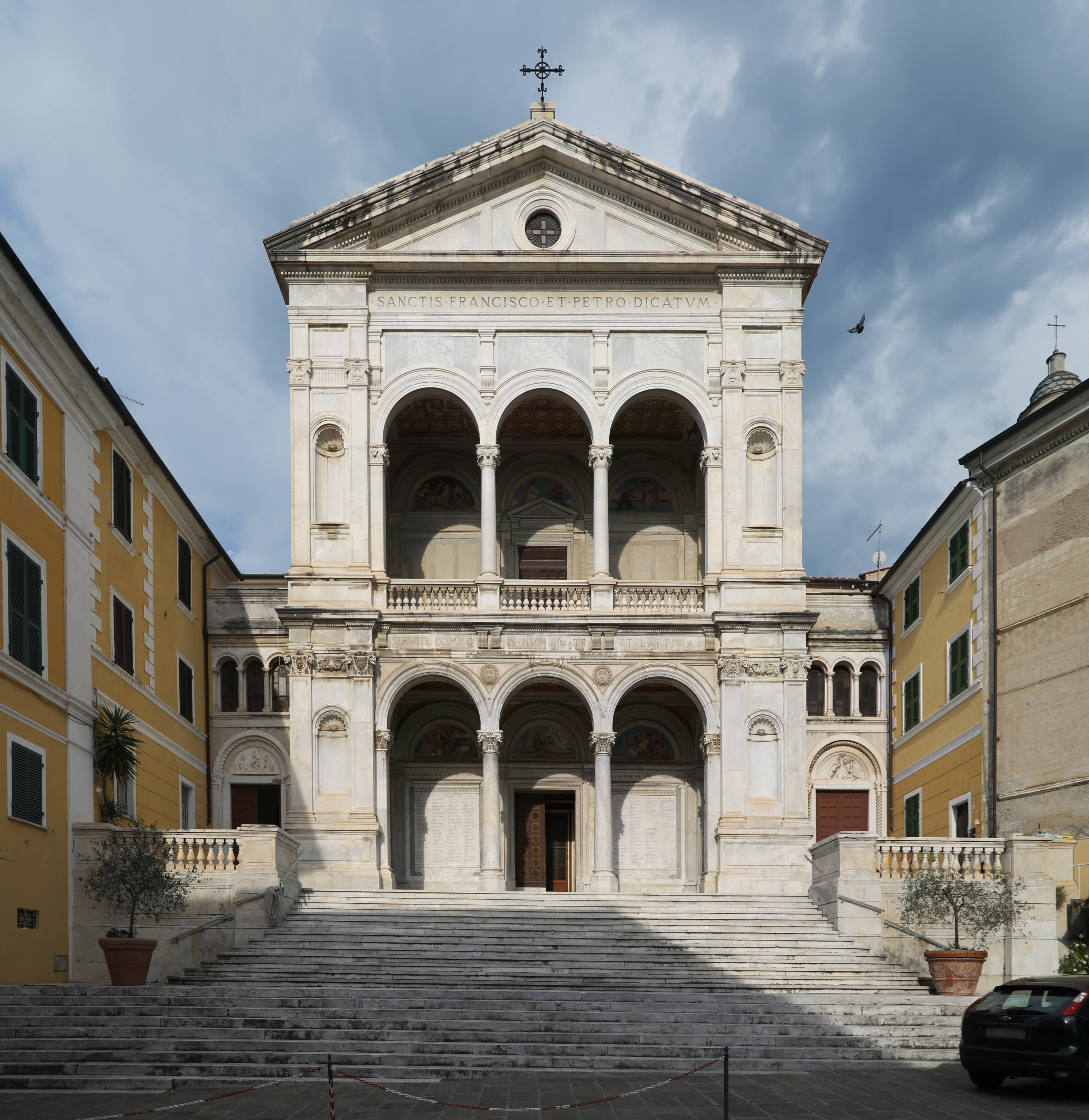
Kathedrale in Massa
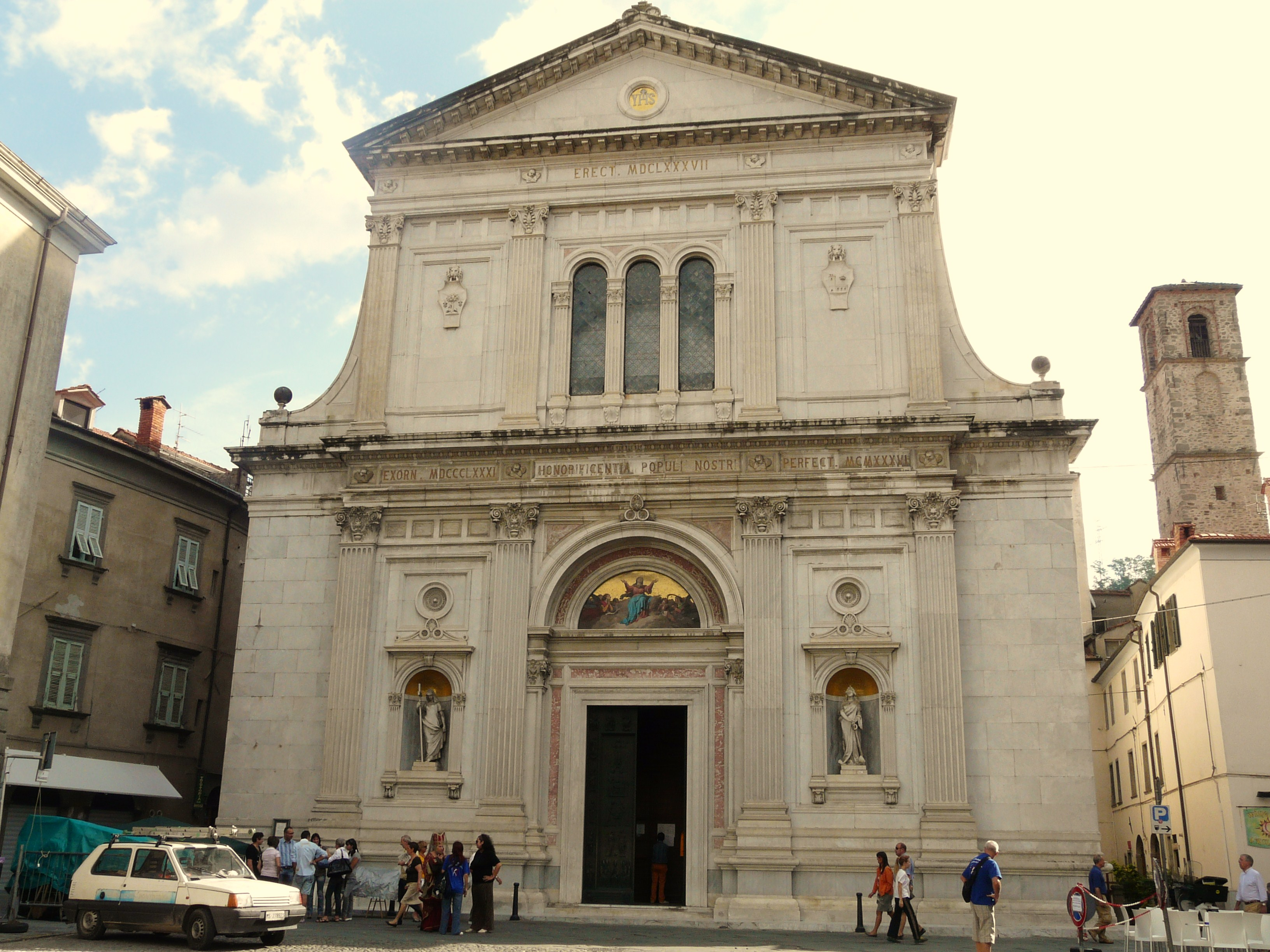
Konkathedrale in Pontremoli